# 江苏省赣榆高级中学
34°51′00.0″N 119°06′55.0″E / 34.850000°N 119.115278°E
江苏省赣榆高级中学，创办于1923年，简称“省赣中”，是一所国家示范高中，江苏省四星级高中，江苏省高品质示范高中建设培育学校，连云港市首批名校。江苏省赣榆高级中学是中国人民大学自主招生试点学校，也是南京大学、东南大学、南京航空航天大学、南京理工大学、河海大学、南京师范大学、南京信息工程大学、扬州大学等高校的优秀生源基地。

## 学校领导
- 校长：王经军
- 党委副书记：尚延联
- 副校长：徐谦、樊洁
- 党委委员：孙健[3]

## 师资力量
现有教职工357人。高级教师145人，一级教师139人，受国家级表彰9人，省级表彰23人。

## 学校历史
学校前身是清末民初的怀仁书院。始建于1923年，原名赣榆县中学，2000年学校初、高中分离 ，在赣榆城区北部易地建设新校，高中部即为现今的江苏省赣榆高级中学，初中部则是如今的连云港市赣榆实验中学。2002年4月，学校被江苏省教育厅评定为国家级示范高中。2019年，入选江苏省高品质示范高中建设培育学校。

## 校园建设
学校校园面积360亩，建筑面积8.7万平方米，总资产2.1亿元。

## 校训
- 校训：崇德 尚学
- 校风：厚德 博学 求真 尚美
- 教风：学高 身正 慈怀 善导
- 学风：勤学 深思 笃行 日新

## 知名校友
- 王玖兴：1931届，著名西方哲学史专家、翻译家，中国社会科学院哲学研究所研究员、博士生导师。
- 王德善：1972届，江苏省盐业集团公司党委书记、董事长、江苏省盐务管理局局长（副厅级） 。
- 于国华：1972届，国家海关总署关务保障司司长。
- 穆家善：1979届，著名画家。
- 侯勇：1982届，著名演员。

## 合作学校
- 台湾新竹市建功高级中学
- 美国北美大学